# Lamar S. Smith
Lamar Seeligson Smith (* 19. listopadu 1947 San Antonio, Texas) je republikánský politik ve Spojených státech amerických, od roku 1987 poslanec sněmovny reprezentantů za 21. volební okrsek v Texasu, pod který spadá oblast severovýchodně od San Antonia a západně od Austinu.
Lamar Smith má titul bakaláře z Yaleovy univerzity v connecticutském městě New Haven z roku 1969, poté studoval právo na Southern Methodist University v Dallasu, kde získal titul doktora práv v roce 1975.

## Politická činnost
Lamar Smith patří mezi zastánce větší regulace Internetu. V roce 2006 navrhl zpřísnění zákona DMCA a na přelomu let 2011 a 2012 vytvořil návrh zákona SOPA, proti kterému protestovali v lednu 2012 mnozí velcí internetoví poskytovatelé obsahu (mj. Wikipedie, Google, …). Poté, co veřejnost SOPA odmítla, přišel s novým návrhem zákona H.R.1981, který jako důvod k regulaci Internetu uvádí boj proti dětské pornografii.